# Fiat 6 HP
Fiat 6 HP (или Fiat 6/8 HP) — второй легковой автомобиль, выпускавшийся компанией Fiat. Модель выпускалась с 1900 по 1901 год.
Автомобиль был разработан на базе Fiat 3,5 HP, но имел больший по размеру кузов. 
На автомобиль устанавливался двухцилиндровый двигатель, однако, по сравнению с моделью 3,5 HP, его объем увеличился до 1082 куб. см., а мощность — до 10 л.с. Максимальная скорость автомобиля составляла 45 км/ч.
Всего выпущено 20 автомобилей.

Также был разработан спортивный вариант автомобиля — 6 HP Corsa, это была первая спортивная модель.
На автомобиле были выиграны гонки Турин-Асти в апреле 1900 и гонки Виченца-Бассано-Тревизо-Падуя в июле того же года, причём средняя скорость автомобиля составила 59,6 км/ч.
В числе гонщиков, выступавших на этом автомобиле, были Винченцо Лянча (Vincenzo Lancia, впоследствии основатель компании Lancia и Фелис Назаро (итал. Felice Nazzaro). 
Всего выпущено 3 спортивных автомобиля.